# Bijela garda
Bijela garda ili Bijeli pokret (rus. Белое движение), vojnopolitička organizacija, koja je osnovana 1917. godine, tijekom Ruskog građanskog rata. Bjelogardejci su se borili protiv Crvene armije, koja je bila vojna postrojba Sovjeta. Bili su protivnici boljševizma i sovjetske vlade.
Koristili su parolu: "Rusija jedna, velika i nedjeljiva". Pripadnici Bijelog pokreta većinom su bili monarhisti i nacionalisti, ali je bilo i ljudi ostalih političkih opredjeljenja (demokrati i umjereni socijalisti), koji su bili protivnici društvenih promjena što su ih nametali boljševici ili su jednostavno bili odani Ruskoj Republici. Ideologija i svi ciljevi nisu bili jasno zadani, ali su prevladavali: obnova privatnog vlasništva i demokratskog parlamentarnog sustava. Na područjima koje su kontrolirali bjelogardejci osnovane su privremene vojne diktature u kojima su vrijedili zakoni Ruskoga Carstva. Bijeli pokret je smatrao kako po njihovoj pobjedi i uspostavi mira, Rusija treba nastaviti poštovati sve svoje prethodno sklopljene međunarodne sporazume. Jedan od vođa Bijelog pokreta, Anton Denjikin, smatrao je kako vojska ne bi trebala odlučivati o državnim pitanjima, nego ruski narod treba sam izabrati demokratsku vladu.
Vođe vojne organizacije Bijelih činili su: časnici Ruske carske vojske, od kojih su mnogi bili plemićkog podrijetla. Međutim, tijekom rata došlo je do velikog priljeva novih mladih časnika, uglavnom iz redova seljačkog stanovništva, tako da su vođe Bijelog pokreta postali oni porijeklom sa sela. Seljaci su također činili i ogromnu većinu među Bijelom vojskom. Njenu jezgru činile su Dobrovoljačka armija, donski Kozaci i kubanski Kozaci.

## Vojna djelovanja
██ Pod boljševicima u veljači 1918.
██ Pod boljševicima u ljeto 1918.
██ Najveći doseg protuboljševičkih postrojbi
Rat između bjelogardejaca i Crvene armije trajao je od 1917. do 1921., dok su borbe na ruskom dalekom istoku trajale sve do 1923. godine. Na početku rata, sile Antante slale su vojnu pomoć bjelogardejcima, ali je njihove postrojbe porazila Crvena armija. Za vrijeme Ruskog građanskog rata postojalo je nekoliko glavnih bojišta:

### Južno bojište
Južnu bojišnicc otvorio je 15. studenoga 1917. godine general Mihail Vasiljevič Aleksejev, i bila je pod zapovjedništvom generala Lavra Kornilova. Poslije Kornilove pogibije, bojištem upravlja general Anton Denjikin i bijelogardejskim snagama koje su se borile na Južnoj bojišnici daje naziv "Oružane snage Južne Rusije". One su velikom većinom bile sastavljene od Kozaka. Južno bojište je predstavljalo najveću opasnost po komunističku vladu, međutim nakon neuspješnog napada na Moskvu 1919. godine, Oružane snage Južne Rusije su se povukle. Sljedeće godine preostali bjelogardejci su izvučeni u Novorosijsk (na Krimu), gdje su se spojili s vojskom Petra Vrangela.

### Istočno (Sibirsko) bojište
Istočno bojište je nastalo u proljeće 1918. godine, otvorili su ga ruski časnici i nacionalisti, u suradnji s Čehoslovačkom legijom, koja je bila smještena u Sibiru. Tada su bjelogardejci u Sibiru osnovali privremenu rusku vladu, na čelu s admiralom Aleksandrom Kolčakom. Usprkos mnogim uspjesima tijekom 1919. potisnuti su na ruski daleki istok, gdje su nastavili boriti se do listopada 1922. Istodobno je kozački ataman Petar Krasnov osnovao vojsku brojnosti oko 35.000 ljudi, mobilizacijom kubanskih Kozaka, i na Sjevernom Kavkazu pokrenuo kavkasku vojsku dobrovoljaca. Poslije zauzimanja Donbasa, Volgograda i Harkova, Dobrovoljačka armija pod zapovjedništvom generala Antona Denjikina opkolila je Moskvu. Plan je bio da se s 40.000 boraca izvede zauzimanje grada.

### Sjeverno i sjeverozapadno bojište
Bjelogardejcima na sjevernom i sjeverozapadnom bojištu zapovijedali su general Nikolaj Judenič, knez Antolij Pavlovič Liven i kozak i plemić Pavel Rafalovič Avalov. Za ovu bojišnicu osobito je to što se pod Livenovom i Avalovom zapovjedništvom borilo i dosta baltičkih Nijemaca, kao i intervencija Antante u korist bjelogardejaca. Najveća vojna operacija na sjeverozapadu Rusije bila je napad na Sankt Peterburg, gdje su bjelogardejci stigli do predgrađa Sankt Peterburga, ali ih je Crvena armija natjerala na povlačenje.

## Veliki sibirski ledeni pohod
Poslije poraza bjelogardejaca od Crvene armije u zimu 1920. oko 350 tisuća bjelogardejaca zajedno sa svojim obiteljima, povuklo se preko zaleđenog Bajkalskog jezera u Čitu. Tijekom povlačenja ogroman broj ljudi je umro od gladi i smrzavanja, tako da je od 350 tisuća do cilja preživjelo samo 20.000 ljudi. U proljeće tijekom otapanja leda na Bajkalskom jezeru, leševi su potonuli u jezero.

## Bijeli teror
"Bijeli teror" je izraz koji se često koristio u SSSR-u. Označavao je represivne ili preventivne mjere protiv boljševika koje su provodili bijelogardejci na područjima pod svojim nadzorom. Procjenjuje se da su tijekom Građanskog rata u Rusiji bijelogardejci osudili na smrt oko 111 tisuća ljudi, od kojih mnogi nisu imali pravo na pravedno suđenje. Ako se tom broju pridoda i broj onih koji su stradali od raznih paravojnih ili separatističkih formacija, koje nisu bile pod zapovjedništvom bjelogardejaca, procjenjuje se da je u Građanskom ratu stradalo oko 300 tisuća nenaoružanih boljševika i njihovih simpatizera.